# Triticum jakubzineri
Triticum jakubzineri là một loài thực vật có hoa trong họ Hòa thảo. Loài này được (Udachin & Shakhm.) Udachin & Shakhm. miêu tả khoa học đầu tiên năm 1976.